# Municipio de Scott (condado de Holt)
El municipio de Scott (en inglés: Scott Township) es un municipio ubicado en el condado de Holt en el estado estadounidense de Nebraska. En el año 2010 tenía una población de 38 habitantes y una densidad poblacional de 0,22 personas por km².

## Geografía
El municipio de Scott se encuentra ubicado en las coordenadas 42°41′26″N 98°28′20″O / 42.69056, -98.47222. Según la Oficina del Censo de los Estados Unidos, el municipio tiene una superficie total de 172.37 km², de la cual 171,4 km² corresponden a tierra firme y (0,56 %) 0,96 km² es agua.

## Demografía
Según el censo de 2010, había 38 personas residiendo en el municipio de Scott. La densidad de población era de 0,22 hab./km². De los 38 habitantes, el municipio de Scott estaba compuesto por el 100 % blancos. Del total de la población el 0 % eran hispanos o latinos de cualquier raza.